# Münzfund von Emsbüren
Der Münzfund von Emsbüren umfasst 10 Goldmünzen aus dem Mittelalter, die in den Jahren 2020 und 2021 bei Emsbüren in Niedersachsen gefunden wurden.
Ein Angehöriger der Archäologischen Gruppe Lingen fand Ende 2020 im Boden eines Ackers und am Rande eines Wäldchens vier Goldmünzen. Kurz danach und Anfang 2021 überprüften Mitarbeiter des Niedersächsischen Landesamtes für Denkmalpflege (NLD) die Fundstelle durch Nachgrabungen und fanden dabei sechs weitere Goldmünzen. Die Münzen lagen bis zu 25 Zentimeter unter der Erdoberfläche. Dass neun der zehn Münzen dicht beieinander in Abständen von 30 bis 70 Zentimetern lagen, deutet auf eine Depotablage hin. Eine Münze wurde in rund 18 Metern Entfernung entdeckt, was das NLD auf eine spätere Verschleppung durch Beackerung mit dem Pflug zurückführt.
Die Münzen bestehen aus dünnem Goldblech und haben jeweils ein Gewicht von vier Gramm. Vier Exemplare stammen aus Frankreich und zeigen die französische Lilie. Bei dreien handelt es sich um Écus d’or, die nach 1337 unter dem französischen König Philipp VI. geprägt wurden. Eine der französischen Münzen ist ein ab 1339 von Philipp VI. geprägter Pavillon d’or. Die sechs deutschen Münzen sind vom Typ Goldener Schild und Nachahmungen des Écu. Sie zeigen das Reichswappen und wurden unter Kaiser Ludwig IV. hergestellt. Ihr Alter ist ähnlich dem der französischen Münzen.
Laut dem Niedersächsischen Landesamt für Denkmalpflege ist der Münzfund von großem landesgeschichtlichen Interesse. Bemerkenswert sei, dass französische und deutsche Münzen gemeinsam auftreten. Zu ihrer Zeit stellten die Münzen einen erheblichen Wert dar. Es sei nicht vorstellbar, dass sie verlorengingen. Anhaltspunkte dafür, wer die Münzen dort verborgen haben könnte, liegen nicht vor.
Der Münzfund wurde der Öffentlichkeit Ende September 2021 bekanntgegeben. Das geschah im Ausstellungszentrum für die Archäologie des Emslandes in Meppen, unter anderem durch die Archäologin Jana Esther Fries als Leiterin des NLD-Stützpunktes Oldenburg. Die Münzen sollen bald ausgestellt werden.